# ایلیوشین ایل-۱۱۴
ایلیوشین-۱۱۴ (به روسی: Ильюшин Ил-114) یک هواپیمای دو موتوره توربوپراپ ساخت روسیه است که برای مسیرهای محلی طراحی شده است.هواپیمای ایلیوشین il-114 و آنتونوف An-۲۴ در یک کلاس قرار می گیرند.نخستین پرواز ایلیوشین il-114 در سال ۱۹۹۰ انجام شد. در مجموع ۲۰ ایلیوشین ۱۱۴s ساخته شده‌است.
ایلیوشین ۱۱۴ یک هواپیمای دو موتوره توربوپراپ با ظرفیت ۶۵ مسافر است که برای مسیرهای زیر ۷۰۰ کیلومتر طراحی شده‌است. این هواپیما نخستین بار در سال ۱۹۹۰ پرواز کرد و از آخرین هواپیماهای طراحی شده در اتحاد جماهیر شوروی است.

## تاریخچه
شرکت ایلیوشین در سال ۱۹۳۳ توسط سرگئی ایلیوشین بنیان گذاشته شد. این شرکت هم‌اکنون به‌همراه شرکت‌هایی چون میگ، آنتونوف، سوخو، توپولف، یاکوولیف و ایرکوت، زیرمجموعه‌ای از کمپانی یونایتد ایرکرفت کورپوریشن به‌شمار می‌آید.
در اولین پرواز این هواپیما برخی مشکلات رخ دادند و در سال ۱۹۹۳ در دومین پرواز، این هواپیما دچار سانحه شد و از ۹ نفر مسافر آن تنها دو نفر زنده ماندند. این هواپیما بعد از اصلاحات مجدد، در سال ۱۹۹۷ توانست گواهی‌نامه‌های لازم برای پرواز را دریافت کند.
تولید ایلیوشین-۱۱۴ در سال ۲۰۱۲ متوقف شد، با هواپیما ششم و آخرین تحویل به خطوط هوایی ازبکستان در ۲۴ مه ۲۰۱۳. این تصمیم برای پایان دادن به تولید پایبند به تصمیم دولت ازبکستان برای تبدیل کارخانه Tashkent به تغییردر خطوط تولید (یعنی ساختاری واحد، محصولات هدف خانگی، قطعات یدکی برای خودروهای کشاورزی و تجهیزات)، با وجود علاقه روسیه در نگه داشتن خط تولید و چشم‌انداز تقاضا بنا به تقاضای بالا برای هواپیما. این را در یک بیانیه اوت ۲۰۱۳ توسط نماینده مطرح شد که خواهان تولید است به از سر گرفتن تولید پس حل مسائل مالی کارخانه و همچنین با توجه به علاقه از یک «حزب روسیه».
در سال ۲۰۱۲ تولید این هواپیما در حالی متوقف شد که تنها ۲۰ فروند از آن ساخته شده بود. این هواپیما که هم‌اکنون در برخی خطوط هوایی روسیه و ازبکستان استفاده می‌شود، رقیب ناموفق هواپیماهای شرکت ای‌تی‌آر است. با این حال شرکت ایلیوشین قصد دارد با اصلاحاتی این محصول را دوباره تولید کند.